# Favonigobius lentiginosus
Favonigobius lentiginosus es una especie de peces de la familia de los Gobiidae en el orden de los Perciformes.

## Hábitat
Es un pez de mar, de clima templado y demersal.

## Distribución geográfica
Se encuentra en Australia y Nueva Zelanda.

## Observaciones
Es inofensivo para los humanos.